# Ferula tingitana
Ferula tingitana – багаторічна рослина родини окружкових.

## Опис
Багаторічна трав'яниста рослина. Стебла до 150 см заввишки. Листків 3-4 (інколи до 5), вони пірчасті, при основі 40-60 см, голі. Жовті, одностатеві квіти, як у інших окружкових, зібрані в суцвіття-зонтики. Цвіте з квітня по травень (червень).

## Поширення
Північна Африка: Алжир; [пн.] Лівія [пн.]; Марокко; Туніс. Західна Азія: Ізраїль; Ліван; Сирія; Туреччина [зх.]. Південна Європа: Португалія; Гібралтар; Іспанія [пд.]. Зростає на скелястих ділянках, на вапнякові ґрунти. Висотний діапазон становить від 100 до 600 м над рівнем моря.